# Malgorzata Peszynska

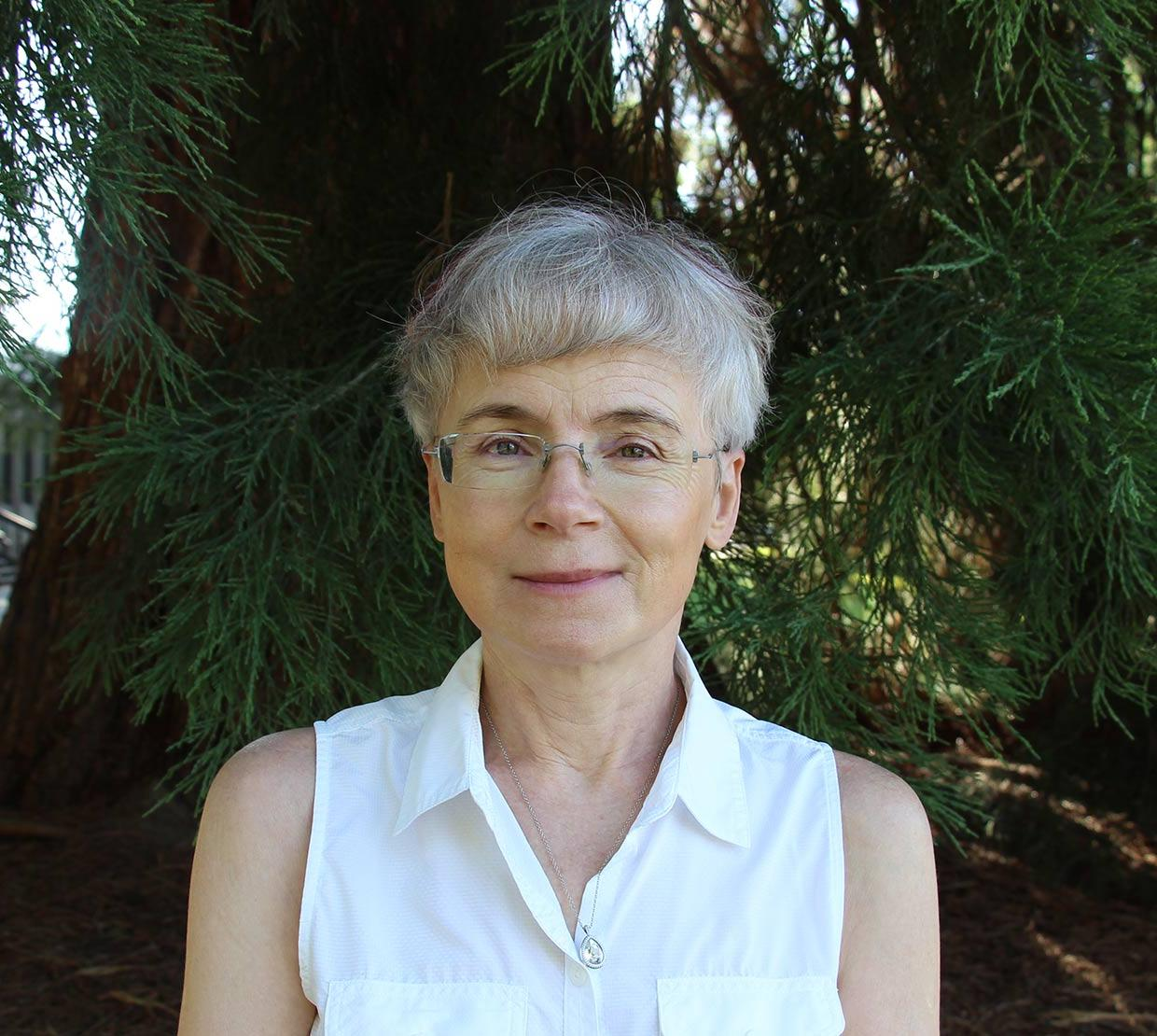
Małgorzata Peszyńska, 2020

Małgorzata Peszyńska (* 28. August 1962 in Warschau, Polen) ist eine polnisch-amerikanische Mathematikerin und Hochschullehrerin. Sie ist Professorin für Mathematik an der Oregon State University. Ihre Forschung befasst sich mit angewandter und computergestützter mathematischer Modellierung realer Phänomene.

## Leben und Werk
Peszynska erwarb einen Master-Abschluss in angewandter Mathematik an der Technischen Universität Warschau und promovierte 1992 bei Karl-Heinz Hoffmann in Mathematik an der Universität Augsburg mit der Dissertation: Flow through Fissured Media. Mathematical Analysis and Numerical Approach. 2011 habilitierte sie an der Technischen Universität Warschau mit der Schrift: Analysis of mathematical and computational models for flow and transport processes.
Von 1992 bis 1994 forschte sie am Systems Research Institute der Polnischen Akadenie der Wissenschaften in Warschau und war seit 1993 Assistenzprofessorin an der Technischen Universität Warschau. Von 1994 bis 1995 war sie Gastprofessorin am Department of Mathematics and Center for Applied Mathematics der Purdue University. Anschließend war sie Lecturer am Department of Mathematics der University of Texas at Austin und forschte dann bis 2003 als Director am Center for Subsurface Modeling (CSM) des Institute for Computational Engineering and Sciences, (ICES) der University of Texas at Austin. Seit 2003 ist sie als ordentliche Professorin an der Oregon State University tätig. Von 2019 bis 2021 war sie Programmdirektorin bei der National Science Foundation, Division of Mathematical Sciences.
Peszynska war von 2018 bis 2020 Präsidentin der SIAM (Society for Industrial and Applied Mathematics)  Pacific Northwest Section und ist im Vorstand der Pacific Math Alliance.

## Forschung
Ihre Forschung umfasst angewandte und computergestützte mathematische Modellierung realer Phänomene wie Strömung, Transport und anderer gekoppelter Prozesse. Ihre interdisziplinären Projekte umfassten die Bereiche Hydrologie, Ozeanographie, Statistik, Umwelt, Erdöl, Bau- und Küsteningenieurwesen, Physik und Materialwissenschaften.
Ihre Arbeiten umfassen die Modellierung von Strömung, Massen- und Energietransport sowie gekoppelten geomechanischen Prozessen in der Arktis sowie unter dem Meeresboden und in terrestrischen Reservoirs. Sie arbeitete außerdem an der mathematischen Modellierung mikrobieller Konkurrenz und Biofilmbildung in porösen Medien sowie an Halbleitermodellen über verschiedene Skalen hinweg.
Sie ist Autorin von über 119 Forschungspublikationen in Fachzeitschriften für Computermathematik, darunter SIAM-Zeitschriften, und in interdisziplinären Publikationen wie dem Journal of Petroleum Science and Engineering. Sie war von 2013 bis 2022 Mitherausgeberin des SIAM Journal on Numerical Analysis und ist Mitherausgeberin seit 2006 von IJNAM, seit 2022 von Results in Applied Mathematics, seit 2023 von PUMP Journal of Undergraduate Research.

## Auszeichnungen und Ehrungen (Auswahl)
- 1993: Stefan Batory (Soros) Foundation International Travel Award
- 2016: Joel Davis Faculty Excellence Award
- 2016: Graduate Faculty Excellence Award
- 2020: Auszeichnung als SIAM Women’s History Month
- 2020: AAAS Honorary Fellow[8]
- 2021: SIAM Geosciences Career Prize
- 2022–2024: Joel Davis Faculty Scholar Award
- 2024: OSU University Distinguished Professor Award[9]